# Sofia Perovskaja
Sofia Lvovna Perovskaja (ryska: Со́фья Льво́вна Перо́вская ), född 13 september 1853 i Sankt Petersburg, död 15 april 1881 i Sankt Petersburg, var en rysk revolutionär (Narodnaja Volja) och medlem i den revolutionära rörelsen Narodnaja volja. Hon var en av ledarna i attentatet mot Alexander II av Ryssland; hon avrättades för sin delaktighet i attentatet medelst hängning.  
Sofia Perovskaja var den första kvinnan att avrättas i Ryssland för ett politiskt brott.

## Biografi
Perovskaja föddes i Sankt Petersburg, i en aristokratisk familj. Hennes far var den tidigare militärguvernören i Sankt Petersburg och hennes farfar hade varit inrikesminister. Hon tillbringade sina tidiga år på Krim, där hennes utbildning var i stor utsträckning försummad och hon började att på egen hand läsa seriös litteratur. Efter att familjen flyttade till Sankt Petersburg, började Perovskaja på Alarchinsky-universitetet för kvinnor år 1869. Här blev hon vän med flera yngre kvinnor som visade intresse för den radikala rörelsen. Hon lämnade hemmet vid 16 års ålder efter faderns invändningar mot hennes nyvunna vänner. Åren 1871 till 1872 blev hon medlem i den så kallade Tjajkovskijkretsen. 
Under åren 1872–1873 och 1874–1877 arbetade hon i provinserna Samara, Tver och Simbirsk. Under dessa år fick hon examensbevis som både lärare och som medicinsk assistent.  
Asteroiden 2422 Perovskaya är uppkallad efter honom.